# Сердце дракона
«Сердце дракона» (англ. Dragonheart) — фантастический фильм Роба Коэна, выпущенный кинокомпанией Universal Pictures в 1996 году. В этом же году фильм завоевал кинопремию «Сатурн» (англ. Saturn Award) в номинации «Лучший фильм-фэнтези» (англ. Best Fantasy Film). К 2019 году на видео выпустили 4 сиквела.

## Сюжет
Действие картины происходит в средневековой Англии. Рыцарь Боуэн, наставник английского принца, пытается воспитать своего ученика в духе старинных традиций — мудрым и милосердным правителем. Тем временем его отец-тиран гибнет во время подавления народного восстания. Принц Эйнон тоже получает смертельное ранение, нанесённое ему девочкой Карой. Мать приносит умирающего принца к дракону и умоляет спасти ему жизнь. Дракон отдаёт частицу своего сердца юноше, с условием, что тот станет добрым королём. Несмотря на это, Эйнон становится бездушным деспотом, ещё хуже чем его отец.
Проходит двенадцать лет. Боуэн, решивший, что дракон отравил его ученика, клянётся истребить весь их род и становится охотником на драконов. С очередной его жертвой выходит заминка. Несколько дней рыцарь сражается с драконом, который называет себя последним из рода, и в итоге они договариваются о перемирии. Боуэн и дракон, которого он назвал Драко (от англ. Draco — названия созвездия Дракона), становятся партнёрами по «бизнесу». Рыцарь приезжает в новую местность и сообщает, что может спасти жителей от огнедышащего ящера, после чего за щедрую плату «убивает» монстра.
Тем временем Кара, много лет носившая в сердце жажду мести убийце своего отца, устраивает покушение на Эйнона. Её заключают под стражу. Эйнон узнаёт в девушке ту самую крестьянку, ранившую его много лет назад. Король собирается поразвлечься с девушкой, но его мать Эйслинн организует побег. Беглянка добирается до своей деревни, как раз когда Боуэн и Драко собираются провернуть там в очередной раз свою аферу. Однако, именно в этот момент, у них не выходит и мошенники вынуждены скрыться от гнева крестьян.
Драко, Боуэн, его сподвижник брат Гилберт и Кара добираются до Авалона. Кара умоляет помочь свергнуть тиранию Эйнона, но Боуэн, разочаровавшийся в людях, сомневается и не хочет вмешиваться. Драко поддерживает Кару, надеясь заслужить прощение за то, что когда-то спас Эйнона. Боуэну в видении является король Артур, призывающий его вспомнить о рыцарской чести. Подчинившись, он присоединяется к Драко, Каре и Гилберту.
Компания возвращается в деревню и начинает подготовку нового восстания. Вскоре крестьяне осаждают замок короля и разбивают его армию. Однако в ходе сражения Боуэн узнаёт, что Драко и Эйнон связаны: если убить первого, то умрёт и второй. Дракона захватывают защитники крепости. Ночью повстанцам удаётся проникнуть в замок. Боуэн не решается убить дракона, с которым они успели стать друзьями, но когда Эйнон пытается схватить Кару, Драко приподнимает свою броню, открыв сердце, и Боуэн поражает его секирой. Эйнон умирает, а дракон, как и мечтал, возносится на небо и становится ещё одной звездой в созвездии.

## В ролях
- Деннис Куэйд — Боуэн
- Шон Коннери — Драко (голос)
- Дэвид Тьюлис — король Эйнон
- Пит Постлетуэйт — Гилберт Глокенспур
- Дина Мейер — Кара
- Джейсон Айзекс — лорд Фелтон
- Брайан Томпсон — Брок
- Джон Гилгуд — король Артур (голос)
- Джули Кристи — королева Эйслин
- Ли Оакес — Эйнон (в молодости)
- Сандра Ковачичева — Кара в молодости
- Вульф Кристиан — Хиви
- Терри О’Нил — крестьянин с рыжей бородой

## Сиквелы
- «Сердце дракона 2» — фильм 2000 года рассказывает о событиях несколько десятилетий спустя.
- «Сердце дракона 3: Проклятье чародея» — фильм 2015 года.
- «Сердце дракона 4» — фильм 2017 года.
- «Сердце дракона: Возмездие» — фильм 2020 года.